# Кенен (Жамбылская область)
Кенен (каз. Кенен) — село в Кордайском районе Жамбылской области Казахстана. Административный центр и единственный населённый пункт Кененского сельского округа. Находится примерно в 52 км к северо-востоку от районного центра, села Кордай. Код КАТО — 314837100. Бывшее село имени Кирова, переименованное в Кенен в честь местного уроженца известного акына Кенена Азербаева.

## Население
В 1999 году население села составляло 2177 человек (1099 мужчин и 1078 женщин). По данным переписи 2009 года, в селе проживало 2496 человек (1249 мужчин и 1247 женщин).